# Stephen Flynn (Politiker, I)
Stephen Flynn († 24. November 1960) war ein irischer Politiker der Fianna Fáil. Von 1932 bis zu seinem Tod 1960 war er Teachta Dála (Abgeordneter) im Dáil Éireann, dem irischen Unterhaus des Oireachtas.

## Biografie
Flynn war langjähriges Mitglied des Leitrim County Council.  Er trat bei den Wahlen 1932  im Wahlkreis Leitrim–Sligo an und konnte diesen Sitz bis zu seinem Tod verteidigen, auch als die Wahlkreise zu den Wahlen 1937, hier den Wahlkreis Leitrim, und zu den Wahlen 1948 in Sligo–Leitrim zugeschnitten wurden. Er verstarb während seiner Amtszeit.